# Sân bay Sandspit
Sân bay Sandspit, (IATA: YZP, ICAO: CYZP), là một sân bay cách Sandspit 2,8 km về phía đông bắc, British Columbia, Canada. Sân bay này có 1 đường băng dài 1561 m bề mặt nhựa đường.

## Các hãng hàng không và các tuyến bay
Hiện có các hãng hàng không sau đang hoạt động tại sân bay Sandspit:
- Air Canada
  - Air Canada Jazz (Vancouver)
- North Pacific Seaplanes (Prince Rupert)